# میدان‌های نفتی ایالات متحده آمریکا

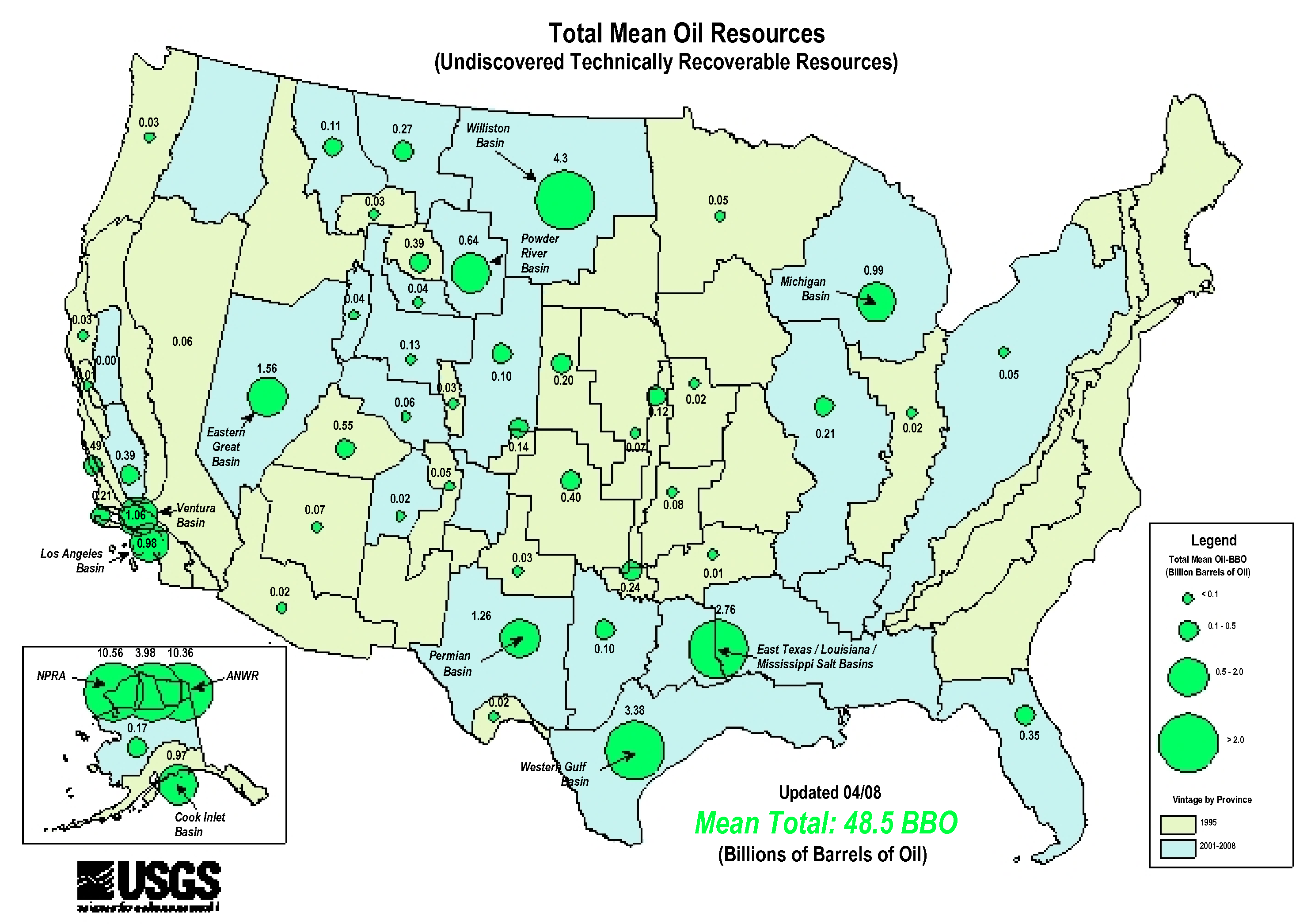
برآورد منابع نفتی ساحلی

ذخایر اثبات‌شدهٔ نفت در ایالات متحدهٔ آمریکا برابر با ۲۱ میلیارد بشکه بوده‌است، که در این برآورد، میزان ذخایر درجای نفت ایالات متحده، بدون در نظر گرفتن بانک استراتژیک نفت می‌باشد.

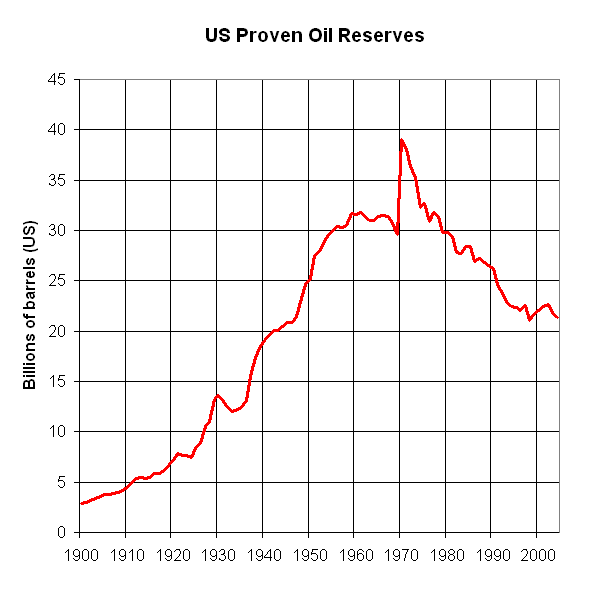
ذخایر نفتی ایالات متحده، اوج آن، در ۱۹۷۰ میلادی

مؤسسهٔ تحقیقات انرژی آمریکا تخمین می‌زند، حجم کل ذخایر نفت درجای این کشور، در همهٔ زمینه‌ها رقمی برابر ۱٫۴۴۲ تریلیون بشکه نفت است.
ادارهٔ اطلاعات انرژی آمریکا، اعلام نموده که از لحاظ فنی بازیابی ذخایر نفتی ایالات متحده، به استثنای ذخایر غیرمتعارف (یعنی شیل، ماسه تار، و غیره)، را به ۲۱۸٫۹ میلیارد بشکه افزایش خواهد داد ... .

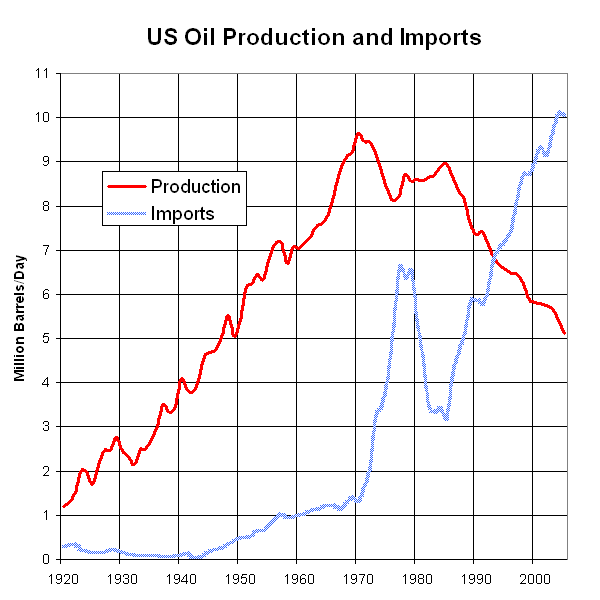
تولید نفت در ایالات متحده در سال ۱۹۷۰ به اوج خود رسید. واردات در سال ۲۰۰۵ دو برابر تولید است

حداکثر تولید استراتژیک نفت در ایالات متحده امریکا، برابر ۴٫۴ میلیون بشکه در روز می‌باشد.
سازمان مدیریت خدمات مواد معدنی آمریکا (ام.ام.اس) در سال ۲۰۰۸ اعلام کرد که منابع نفتی در بخش بیرونی فلات قارهٔ آمریکا، بین ۶۶٫۶ تا ۱۱۵٫۱ میلیارد بشکه تخمین زده شد، که این عدد با برآورد متوسط، رقمی در حدود ۸۵٫۹ میلیارد بشکه می‌باشد.

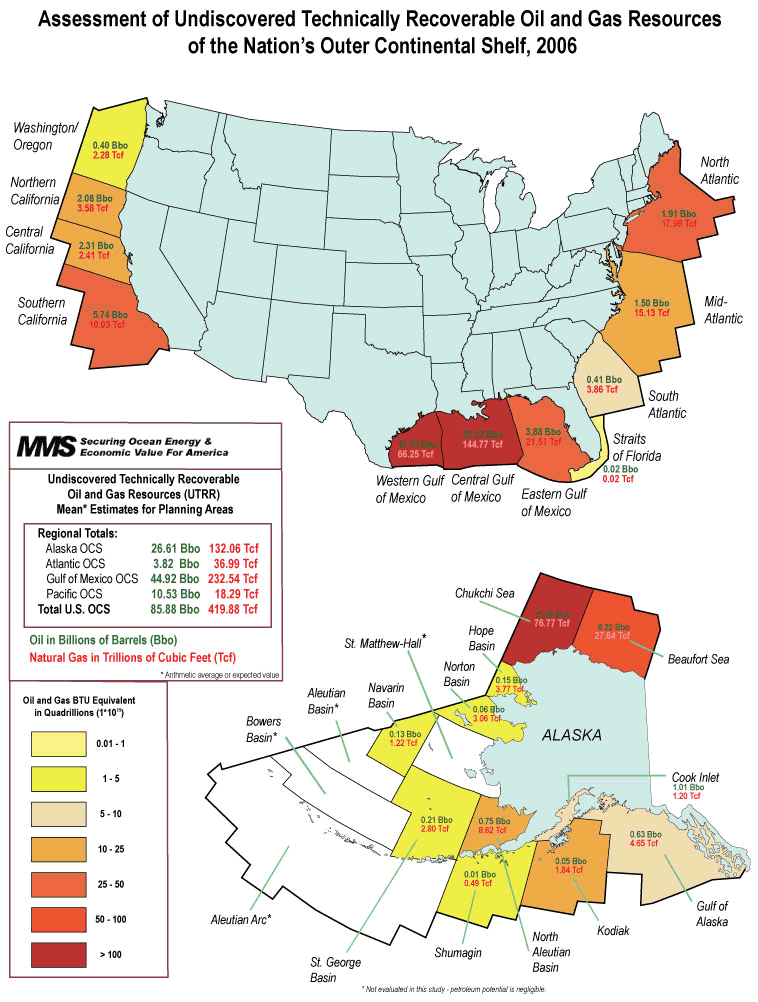
برآورد منابع نفتی در فلات قارهٔ بیرونی آمریکا

از لحاظ حجم ذخایر درجای نفت در میدان‌های نفتی آمریکا، میدان نفتی خلیج مکزیک رتبهٔ نخست را با برآورد متوسط ۴۴٫۹ میلیارد بشکه دارد.
میدان نفتی آلاسکا رتبه دوم، با ۷۰ میلیارد بشکه که ۳۸٫۸ میلیارد بشکه از آن، از لحاظ اقتصادی قابل برداشت می‌باشد.